# Национальная кинопремия (Индия) за лучший мужской закадровый вокал
Национальная кинопремия за лучший мужской закадровый вокал (хинди राष्ट्रीय चित्रपट पुरस्कार, सर्वोतम पार्श्व गायक) — категория главной кинематографической премии Индии под эгидой Дирекции кинофестивалей Министерства информации и телерадиовещания Правительства Индии, присуждаемая певцам за лучшее закадровое исполнение вокала в фильмах индийского кинематографа на любом из языков или диалектов Индии.

## Описание
Премия за лучший закадровый вокал была введена в рамках общего решения оргкомитета награды предусмотреть, начиная с 15-й церемонии награждения премией (в 1968, по результатам 1967 года), призы не только для наиболее значительных работ (фильмов) кинематографа Индии, но и также для участвовавших в их создании актёров и участников съёмочной группы.
Номинация и награждение по творческим результатам каждого года (с 1 января по 31 декабря включительно) проводятся в последующем году. Как и для большинства других «личных категорий», для закадровых вокалистов предназначена премия «Серебряный Лотос» (хинди रजत कमल, Rajat Kamal); Лауреатам премии за лучшее вокальное исполнение, отмеченным на церемонии награждения нагрудной эмблемой «Серебряного Лотоса», вручают медаль премии (NFA), сертификат о награждении, а после 24-й церемонии в 1977 году — и денежный приз (до 2006 — в 10 тысяч, позднее — в 50 тысяч рупий). Честь вручения премий традиционно принадлежит президенту Индии.
Первым в категории (на тот момент без разделения по полам) был награждён в 1968 году Махендра Капур за исполнение на хинди песни «Mere Desh Ki Dharti» на слова Гулшана Бавры в фильме «Upkar». Начиная со следующего года премия стала присуждаться раздельно за мужской и женский закадровый вокал, в каковом статуте сохраняется и по настоящее время.

## Статистика премии
- Лауреат наибольшего количества премий в категории: К. Дж. Йесудас[англ.], выигравший её 8 раз (в 1973, 1974, 1977, 1983, 1988, 1992, 1994 и 2018 годах) за вокал на трёх различных языках (малаялам, телугу и хинди). На второй месте — С. П. Баласубраманьям, получивший эту премию 6 раз за исполнение песен на четырёх языках (каннада, тамильском, телугу и хинди).
- Самые возрастные лауреаты: Сачин Дев Бурман[англ.] (награждён в 1970) и Раджкумар (награждён в 1993) — обоим на момент награждения было по 63 года.
- Самый молодой лауреат: Нареш Айер[англ.] — награждён в 2006 году, в 24 летнем возрасте.

Ряд обладателей премии являются также лауреатами других престижных музыкальных и кинопремий (в частности, Filmfare Awards и BFJA Awards), а также одной или нескольких правительственных наград различного уровня, один из них — пандит Бхимсен Гурурадж Джоши в 2008 году был удостоен высшего гражданского ордена Индии Бхарат Ратна.

## Таблица лауреатов

### 1960—1970-е годы
| Год и номер церемонии | Лауреаты            | Фото | Вокальные партии                                        | Фильмы и их языки                                 | Формулировки |
| --------------------- | ------------------- | ---- | ------------------------------------------------------- | ------------------------------------------------- | --- |
| 1968 (15-е вручение)  | Махендра Капур      |      | «Mere Desh Ki Dharti»                                   | «Благодеяние» (хинди)                             | За задушевное исполнение «Mere Desh Ki Dharti». |
| 1969 (16-е вручение)  | Манна Дей           |      | «Jhanak Jhanak Tori Baaje Paayaliya»                    | Mere Huzoor (хинди)                               | |
| 1970 (17-е вручение)  | С. Д. Барман        |      | «Safal Hogi Teri Aradhana»                              | «Преданность» (хинди)                             | |
| 1971 (18-е вручение)  | Манна Дей           |      |                                                         | «Моё имя — Клоун» (хинди) «Nishi Padma» (бенгали) | |
| 1972 (19-е вручение)  | Хемант Кумар        |      | «Singhapristhe Bhar Kariye» «Peeriti Boliya Ekti Kamal» | «Nimantran» (бенгали)                             | |
| 1973 (20-е вручение)  | К. Дж. Йесудас      |      | «Manushyan Mathangale»                                  | «Achanum Bappayum» (малаялам)                     | |
| 1974 (21-е вручение)  | К. Дж. Йесудас      |      | «Padmatheerthame Unaru»                                 | «Gaayathri» (малаялам)                            | За его работу в фильме на малаялам «Gayatri». |
| 1975 (22-е вручение)  | Мукеш               |      | «Kahi Baar Yoon Bhi Dekha Hai»                          | «Rajnigandha» (букв. Тубероза, хинди)             | За его песни в фильме на хинди «Rajnigandha». |
| 1976 (23-е вручение)  | М. Баламураликришна |      | «Himadri Suthe Pahimam»                                 | «Лебединая песнь» (каннада)                       | |
| 1977 (24-е вручение)  | К. Дж. Йесудас      |      | «Gori Tera Gaon Bada»                                   | «Сердцеед» (хинди)                                | |
| 1978 (25-е вручение)  | Мохаммед Рафи       |      | «Kya Hua Tera Wada»                                     | «Мы не хуже других» (хинди)                       | За золотой голос, обладающий звучным тембром и обаянием, культивированный и способный передавать нюансы музыки, построенной на классических рагах с той же лёгкостью и талантом, как мотивы лёгкой музыки, за абсолютное великолепие формы и содержания в его ярких трактовках произведений и свой особенный стиль. |
| 1979 (26-е вручение)  | Шимога Суббанна     |      | «Kaadu Kudure Odi Banditta»                             | «Kaadu Kudure» (каннада)                          | За исполнение главной темы «Kaadu Kudure» в стиле, полном одновременно энергии и лирики. |

### 1980—1990-е годы
| Год записи / награждения (№ церемонии) | Лауреаты              | Фото | Вокальные партии                       | Фильмы и их языки                                                                                        | Формулировки |
| -------------------------------------- | --------------------- | ---- | -------------------------------------- | --- | --- |
| 1980 (27-е вручение)                   | С. П. Баласубраманьям |      | «Om Kaara Nadhaanu»                    | «Шанкарабхаранам» (по прозвищу музыканта Эмани Шанкары Шастри, телугу)                                   | |
| 1981 (28-е вручение)                   | Ануп Гхошал           |      | «Paaye Podi Baghmama»                  | «Королевство алмазов» (бенгали)                                                                          | За изумительный диапазон голоса и чувство ритма, вкладываемые им в исполнение песен. |
| 1982 (29-е вручение)                   | С. П. Баласубраманьям |      | «Tere Mere Beech Mein»                 | «Созданы друг для друга» (хинди)                                                                         | За великое чувство и ритмичность, которые он вкладывает в свои вокальные трактовки. |
| 1983 (30-е вручение)                   | К. Дж. Йесудас        |      | «Aakasa Desana Aashada Masaana»        | «Облачный вестник» (телугу)                                                                              | За его богатейший вклад в музыкальную сторону фильма. |
| 1984 (31-е вручение)                   | С. П. Баласубраманьям |      | «Vedam Anuvanuvuna»                    | «Фотография в свадебном альбоме» (телугу)                                                                | За звучное и богатое техникой исполнение музыкальных форм, повышающее драматическое воздействие фильма. |
| 1985 (32-е вручение)                   | Бхимсен Джоши         |      | «Thumak Thumak»                        | «Нераскрытое» (хинди)                                                                                    | |
| 1986 (33-е вручение)                   | П. Джаячандран        |      | «Shivashankara Sharva Sharanyavibho»   | «Шри Нараяна Гуру» (малаялам)                                                                            | За превосходное исполнение религиозных песнопений в едином ладу с тематикой фильма. |
| 1987 (34-е вручение)                   | Хемант Кумар          |      | (за комплекс исполненных песен фильма) | «Lalan Fakir» (бенгали)                                                                                  | За превосходное, глубокое и нежное исполнение традиционных песен. |
| 1988 (35-е вручение)                   | К. Дж. Йесудас        |      | «Unnikale Oru Katha Parayaam»          | «Unnikale Oru Kadha Parayam» (малаялам)                                                                  | За живое и ласкающее слух исполнение главной темы, усиливающее выражение смысла её словами. |
| 1989 (36-е вручение)                   | С. П. Баласубраманьям |      | «Cheppaalani Undi»                     | «Ви́на Рудры» (телугу)                                                                                    | За привнесение в закадровый вокал редкой глубины эмоционального выражения, украшенной его владением классическим стилем, в фильме на телугу «Rudra Veena».                                                 |
| 1990 (37-е вручение)                   | Аджой Чакрабарти      |      |                                        | «Chhandaneer» (бенгали)                                                                                  | За привнесение редкой глубины эмоционального выражения, украшенной его владением классическим стилем, в фильме на бенгали «Chhandaneer».                                                                   |
| 1991 (38-е вручение)                   | М.Г. Шрикумар         |      | «Naadharoopini Sankari Pahimam»        | «Его высочество Абдулла» (малаялам)                                                                      | За отличное и аккуратное исполнение основанной на классике мелодии в фильме на малаялам «His Highness Abdullah».                                                                                           |
| 1992 (39-е вручение)                   | К. Дж. Йесудас        |      | «Ramakadha»                            | «Бхарата» (малаялам)                                                                                     | За медоточивое и мастерское исполнение песен в классическом стиле. |
| 1993 (40-е вручение)                   | Раджкумар             |      | «Naadamaya Ee Lokavellaa»              | «Jeevana Chaitra» (каннада)                                                                              | За необыкновенное исполнение раги, прославляющей всепроникающую силу музыки. |
| 1994 (41-е вручение)                   | К. Дж. Йесудас        |      | (за комплекс исполненных песен фильма) | «Soopanam» (малаялам)                                                                                    | За великолепное умение изображать множество оттенков настроения силами своего богатого и мелодичного голоса, способного выразить всю широту и глубину человеческих эмоций в фильме на малаялам «Soopanam». |
| 1995 (42-е вручение)                   | П. Унникришнан        |      | «Ennavale» и «Uyirum Neeye»            | соотв. из фильмов «Отстоять любовь» и «Павитра» (тамильский)                                             | За его диапазон и мастерское исполнение песен в двух фильмах на тамильском языке, демонсессионализм и владение техникой.                                                                                   |
| 1996 (43-е вручение)                   | С. П. Баласубраманьям |      | «Umandu Ghumandu Ghana Garaje Badara»  | «Sangeetha Sagara Ganayogi Panchakshara Gavai» (букв. «Океан музыки Ганайоги Панчакшара Гавая», каннада) | За его полное души исполнение классической песни «Umandu Ghumandu Ghana Garaje Badara» в фильме на каннада «Sangeetha Saagara Gaanayogi Panchakshara Gavai».                                               |
| 1997 (44-е вручение)                   | С. П. Баласубраманьям |      | «Thanga Thamarai»                      | «Мечты» (тамильский)                                                                                     | За блестящее исполнение песни «Thangathamara» в фильме на тамильском «Minsara Kanavu». |
| 1998 (45-е вручение)                   | Харихаран             |      | «Mere Dushman Mere Bhai»               | «Граница» (хинди)                                                                                        | За мелодичное исполнение согревающей душу песни «Mere Dushman, Mere Bhai» в фильме на хинди «Border». |
| 1999 (46-е вручение)                   | Санджив Абхьянкар     |      | «Suno Re Bhaila»                       | «Крестная мать» (хинди)                                                                                  | За песню «Suno Re Bhaila», в которой он удачно объединил народные мотивы, бхаджан и популярную музыку для эффективного донесения смысла песни.                                                             |

### 2000—2010-е годы
| Год записи / награждения (№ церемонии) | Лауреаты         | Фото | Вокальные партии                         | Фильмы и их языки                                                                    | Формулировки |
| 2000 (47-е вручение)                   | М. Г. Шрикумар   |      | «Chanthu Pottum»                         | «Vasanthiyum Lakshmiyum Pinne Njaanum» (малаялам)                                    | За согревающее сердце исполнение песни «Chanthu Pottum» в фильме на малаялам «Vasanthiyum Lakshmiyum Pinne Njaanum». |
| 2001 (48-е вручение)                   | Шанкар Махадеван |      | «Illai, Illai, Solla Oru Kananu Ponthum» | «Разум и чувства» (тамильский)                                                       | За душевное исполнение песни «Illai, Illai, Solla Oru Kananu Ponthum» в фильме на тамильском «Kandukonden Kandukonden». |
| 2002 (49-е вручение)                   | Удит Нараян      |      | «Mitwa» «Jaane Kyon»                     | соответственно в фильмах: «Лагаан: Однажды в Индии» (хинди) «Желание сердца» (хинди) | За песню «Mitwa» в фильме на хинди «Lagaan» и «Jaane Kyon Log Pyaar Karte Hain» в фильме на хинди «Dil Chahta Hai». |
| 2003 (50-е вручение)                   | Удит Нараян      |      | «Chhote Chhote Sapne»                    | «Жизнь прекрасна» (хинди)                                                            | За мелодичное исполнение песни «Chhote Chhote Sapne» в фильме на хинди «Zindagi Khoobsoorat Hai». |
| 2004 (51-е вручение)                   | Сону Нигам       |      | «Kal Ho Naa Ho»                          | «Наступит завтра или нет?» (хинди)                                                   | За запоминающееся исполнение титульной песни, выражающей дух фильма. |
| 2005 (52-е вручение)                   | Удит Нараян      |      | «Yeh Taara Woh Taara»                    | «Возвращение на Родину» (хинди)                                                      | За песню «Yeh Taara Woh Taara» в фильме на хинди «Swades», чтобы оказать уважение его душевному исполнению прекрасной мелодии Рахмана |
| 2006 (53-е вручение)                   | Нареш Айер       |      | «Roobaroo»                               | «Цвет шафрана» (хинди)                                                               | За мелодичное исполнение воодушевляющей песни «Roobaroo», добавляющей жизнерадостности фильму. |
| 2007 (54-е вручение)                   | Гурдас Маан      |      | «Couplets of Heer»                       | «Варис Шах» (панджаби)                                                               | За построение канвы всего повествования через его исполнение песен Хир. |
| 2008 (55-е вручение)                   | Шанкар Махадеван |      | «Maa»                                    | «Звёздочки на земле» (хинди)                                                         | За музыкальное выражение темы горестным исполнением песни, трогающим душу. |
| 2009 (56-е вручение)                   | Харихаран        |      | «Jeev Dangla Gungla Rangla Asa»          | «Джогва» (маратхи)                                                                   | За полное души исполнение, отражающее муку неосуществлённых чувств. |
| 2010 (57-е вручение)                   | Рупам Ислам      |      | «Ei To Ami»                              | «Mahanagar@Kolkata» (бенгали)                                                        | За глубоко прочувствованный эмоциональный отклик... |
| 2011 (58-е вручение)                   | Суреш Вадкар     |      | «Hey Bhaskara Kshitijavari Ya»           | «Я Синдхутай Сапкал» (маратхи)                                                       | За исполнение душевной лирики с откликом эмоций, чистотой музыкального выражения и духовного сопереживания. |
| 2012 (59-е вручение)                   | Ананд Бхате      |      | (за комплекс исполненных песен фильма)   | «Бал Гандхарва» (маратхи)                                                            | Принявшему вызов воссоздать образ великого Бал Гандхарвы, прошедшему по индийской музыкальной сцене как исполин. Он воссоздал магию звучного голоса Бал Гандхарвы в безукоризненной и выдающейся манере, сохраняющей традицию. Собственный голос актёра и его голос сочетались как единое целое. |
| 2013 (60-е вручение)                   | Шанкар Махадеван |      | «Bolo Na»                                | «Читтагонг» (хинди)                                                                  | За яркое и выразительное исполнение, звучащее как мелодия вне времени. |
| 2014 (61-е вручение)                   | Рупанкар Багчи   |      | «E Tumi Kemon Tumi»                      | «Перевоплощение» (бенгали)                                                           | За проникновенный голос с богатым резонансом, который усилил тему фильма. |
| 2015 (62-е вручение)                   | Сукхвиндер Сингх |      | «Bismil»                                 | «Хайдер» (хинди)                                                                     | За мощное исполнение, которое эффективно отражает агонию и гнев главного героя. |
| 2016 (63-е вручение)                   | Махеш Кале       |      | «Aruni Kirani»                           | «Katyar Kaljat Ghusali» (маратхи)                                                    | Совершенное исполнение в лучших традициях музыки-хиндустани. |
| 2017 (64-е вручение)                   | Сундарайяр       |      | «Jasmine E»                              | «Джокер» (тамильский)                                                                | Простой, но яркий голос, тоскующий о своей возлюбленной. |
| 2018 (65-е вручение)                   | К. Дж. Йесудас   |      | «Poy Maranja Kalam»                      | «Надёжный Мансур» (малаялам)                                                         | |
| 2019 (66-е вручение)                   | Ариджит Сингх    |      | «Binte Dil»                              | «Падмавати» (хинди)                                                                  | За уникальное тональное качество голоса с идеальным сочетанием эмоций и техники. |
| 2020 (67-е вручение)                   | Б Прак           |      | «Teri Mitti»                             | «Битва при Сарагархи» / «Кесари» (хинди)                                             | |
| 2021 (68-е вручение)                   | Рахул Дешпанде   |      | «Kaivalya Gaan»                          | «Me Vasantrao» (маратхи)                                                             | [ 58 ] |
| 2022 (69-е вручение)                   | Кала Бхайрава    |      | «Komuram Bheemudo»                       | «RRR: Рядом ревёт революция» (телугу)                                                | |
| 2023 (70-е вручение)                   | Ариджит Сингх    |      | «Kesariya»                               | «Брахмастра. Часть 1» (хинди)                                                        | [ 59 ] |